# Frost (Minnesota)
Frost es una ciudad ubicada en el condado de Faribault en el estado estadounidense de Minnesota. En el Censo de 2010 tenía una población de 198 habitantes y una densidad poblacional de 145,34 personas por km².

## Geografía
Frost se encuentra ubicada en las coordenadas 43°35′5″N 93°55′34″O / 43.58472, -93.92611. Según la Oficina del Censo de los Estados Unidos, Frost tiene una superficie total de 1.36 km², de la cual 1.36 km² corresponden a tierra firme y (0%) 0 km² es agua.

## Demografía
Según el censo de 2010, había 198 personas residiendo en Frost. La densidad de población era de 145,34 hab./km². De los 198 habitantes, Frost estaba compuesto por el 96.97% blancos, el 0.51% eran afroamericanos, el 0.51% eran amerindios, el 0% eran asiáticos, el 0% eran isleños del Pacífico, el 0% eran de otras razas y el 2.02% pertenecían a dos o más razas. Del total de la población el 1.01% eran hispanos o latinos de cualquier raza.